# ГЕС Nho Que 3
ГЕС Nho Que 3 — гідроелектростанція у північній частині В'єтнаму. Знаходячись після ГЕС Nho Que 2 (48 МВт), становить нижній ступінь каскаду на річці Nho Que, правій притоці річки Гам, яка в свою чергу є лівою притокою Ло (впадає ліворуч до Хонгхи, котра має устя біля Хайфона).
У межах проекту річку перекрили греблею, яка утримує лише невеликий резервуар з площею поверхні 0,43 км2. Вона спрямовує ресурс у прокладений по правобережжю дериваційний канал довжиною 2,75 км, за яким прокладено тунель завдовжки 1,7 км. Останній на завершальному етапі сполучений із запобіжним балансувальним резервуаром та переходить у напірний водовід довжиною 0,2 км.
Наземний машинний зал, облаштований на березі Nho Que, обладнали двома турбінами потужністю по 56 МВт, які повинні забезпечувати виробництво 495 млн кВт-год електроенергії на рік.
Видача продукції відбувається по ЛЕП, розрахованій на роботу під напругою 220 кВ.